# Tunel Poříčí
Tunel Poříčí je rozestavěný dálniční tunel na dálnici D11 na území města Trutnova v okrese Trutnov, v Krkonošském podhůří. Nachází se v katastrálních územích Trutnov a Poříčí u Trutnova.

## Historie
Výstavba celého dálničního úseku od Nového Rokytníku na česko-polskou státní hranici u Královce (včetně dvou tunelů – Poříčí a Opevnění) byla slavnostně zahájena 11. října 2024. Zhotovitelem je sdružení společností MI Roads, Doprastav, Metrostav TBR, Subterra a Duna Aszfalt, celkové náklady mají dle smlouvy dosáhnout výše 11,7 miliardy korun. Úsek má být zprovozněn v roce 2028.

## Popis
Dálniční tunel se dvěma dvoupruhovými tubusy délek 576 m (pravý) a 540 m (levý) podchází Poříčský hřbet nad řekou Úpou a klesá od jižního k severnímu portálu ve sklonu 4,6 %. Obě tunelové trouby jsou raženy novou rakouskou tunelovací metodou.